# بيير بونيه (ملاكم)
بيير بونيه (بالفرنسية: Pierre Bonnet)‏ (20 يوليو 1910 - ) هو ملاكم فرنسي، صنّف ضمن فئة وزن البانتام ‏. شارك في الألعاب الأولمبية الصيفية 1936.

## وصلات خارجية
- بيير بونيت على موقع أوليمبيديا (الإنجليزية)